# Aruana
Aruana là một chi nhện trong họ Salticidae.